# Bondarzewia berkeleyi
Espèce
Bondarzewia berkeleyi est une espèce de champignons de la famille des Bondarzewiaceae.